# La Nouvelle-Ibérie
La Nouvelle-Ibérie (en anglais: New Iberia ; en espagnol: Nueva Iberia) est la 10e plus grande ville (30 617 habitants) de l'État de Louisiane. Située dans la région culturelle de l'Acadiane, elle est le chef-lieu de la paroisse de l'Ibérie. 
Elle tire son nom de la péninsule Ibérique, faisant allusion à son passé espagnol.
La Nouvelle-Ibérie possède un aéroport (Acadiana Regional Airport, code AITA : ARA).
Le film de Bertrand Tavernier, Dans la brume électrique (2009), se déroule à New Iberia et dans ses environs comme tous les romans de James Lee Burke dont Dave Robicheaux est le personnage central.

## Histoire
Les origines de La Nouvelle-Ibérie remontent au milieu de l'année 1779, lorsqu'un groupe de 500 colons espagnols originaires de Malaga et conduit par l'officier espagnol d'origine française Francisco Bouligny, s'installe autour du Spanish Lake.
En 1814, le gouvernement fédéral ouvre un bureau de poste et la localité prend officiellement le nom de New Iberia.

## Personnes notables
- Kathleen Blanco, ancienne gouverneur de la Louisiane (2004–08)
- Bunk Johnson (1879-1949), musicien de jazz
- Vivien Thomas, pionnier de la chirurgie cardiaque, premier afro-américain à étudier à l'école médicale Johns Hopkins

## Jumelages
- Woluwe-Saint-Pierre (Belgique)
- Saint-Jean-d'Angély (France)
- Fuengirola (Espagne)
- Alhaurín de la Torre (Espagne)